# عایشه صفت رضا آلپار
عایشه صفت رضا آلپار (۱۷ آوریل ۱۹۰۳ - ۱ فوریه ۱۹۸۱) اولین رئیس زن دانشگاه در ترکیه بود . او همچنین دومین شیمیدان زن ترکیه پس از رمزیه هسار است .
او دختر حسن رضا پاشا از فرماندهان امپراتوری عثمانی بود ، پس از قتل پدرش در سال ۱۹۱۳، در امپراتوری آلمان بزرگ شد . او برای تحصیل در دبیرستان دخترانه کندیلی به ترکیه آمد. برای دانشگاه ، بار دیگر برای تحصیل شیمی در دانشگاه هامبورگ به آلمان سفر کرد. در سال ۱۹۳۲دکترای خود را دریافت کرد. سال بعد ، او تحصیلات دانشگاهی خود را در دانشگاه استانبول آغاز کرد. در سال ۱۹۴۱، او به عنوان استادیار و در سال ۱۹۵۰استاد کامل شد. بعداً به دانشگاه فنی کارادنیز نقل مکان کرد. وی به عنوان معاون دانشکده علوم پایه خدمت کرد. در سال ۱۹۷۲، او به عنوان رئیس دانشگاه انتخاب شد. او نخستین رئیس زن در ترکیه بود. در سال ۱۹۷۴بازنشسته شد.
پس از بازنشستگی ، او به حزب حرکت ملی پیوست. وی در اول فوریه ۱۹۸۱ درگذشت.

## کتاب ها
او علاوه بر ترجمه های خود ، کتاب های زیر را نیز تألیف کرد:
- ۱۹۴۴: آب و فناوری آن
- ۱۹۴۶: فناوری شیمیایی
- ۱۹۴۶:روش های تجزیه و تحلیل شیمیایی صنعتی
- ۱۹۵۱:آب و فناوری آن: آب آشامیدنی
- ۱۹۶۸:شیمی صنعتی آلی